# Eidsvoll
lat_seclon_seclon_minlat_deglon_deglat_min
za mesto v Avstraliji glej Eidsvold, Queensland
 je občina v administrativni regiji Akershus na Norveškem.
1. ↑  »Forskrift om målvedtak i kommunar og fylkeskommunar« (v norveščini). Lovdata.no.